# 泣かないで (木根尚登の曲)
『泣かないで』（なかないで）は、TM NETWORKのメンバー・木根尚登が1992年12月2日にリリースしたソロデビュー・シングル。

## 概要
TMNの「EXPOツアー」終了後の活動休止時期にリリース。木根尚登のソロデビュー・シングル。C/W「きっと離れられない二人」はアルバム未収録曲で、このシングルのみの収録。

## 収録曲
作曲：木根尚登、編曲：奈良部匠平
1. 泣かないで
  - 作詞：木根尚登
2. きっと離れられない二人
  - 作詞：尾上文